# Brachycentrus schnitnikovi
Brachycentrus schnitnikovi är en nattsländeart som beskrevs av Martynov 1924. Brachycentrus schnitnikovi ingår i släktet Brachycentrus och familjen bäcknattsländor. Inga underarter finns listade i Catalogue of Life.